# Rally Maribor
Rally Maribor je avtomobilistična dirka, ki od leta 2003 poteka v okolici Maribora v poletnem času. Najbolj atraktivna točka rallyja je skok na Gačniku kjer se vedno zbere veliko število gledalcev. Dvakratni zmagovalci so slovenski dirkači Tomaž Kaučič, Andrej Jereb, Aleks Humar ter avstrijski dirkač Raimund Baumschlager. Zadnjih nekaj edicij je organiziralo društvo DTD Kaučič pod vodstvom dvakratnega državnega prvaka Tomaža Kaučiča.

## Zmagovalci
| Leto | Dirkač               | Sovoznik              | Dirkalnik                  |
| ---- | -------------------- | --------------------- | -------------------------- |
| 2003 | Tomaž Kaučič         | Dejan Vlaisavljevič   | Renault Clio S1600 Kit Car |
| 2004 | Darko Peljhan        | Igor Kacin            | Mitsubishi Lancer EVO8     |
| 2005 | Andrej Jereb         | Miran Kacin           | Subaru Impreza N11         |
| 2006 | Andrej Jereb         | Miran Kacin           | Subaru Impreza N12         |
| 2007 | Herman Gassner       | Karin Thannhauser     | Mitsubishi Lancer EVO9     |
| 2008 | Tomaž Kaučič         | Peter Zorenč          | Mitsubishi Lancer EVO9     |
| 2009 | Raimund Baumschlager | Ruben Zeltner         | Škoda Fabia S2000          |
| 2010 | Raimund Baumschlager | Ruben Zeltner         | Škoda Fabia S2000          |
| 2011 | Beppo Harrach        | Andreas Schindlbacher | Mitsubishi Lancer EVO9     |
| 2012 | Aleks Humar          | Florjan Rus           | Škoda Fabia S2000          |
| 2013 | /                    | /                     | /                          |
| 2014 | Aleks Humar          | Florjan Rus           | Renault Clio R3            |
| 2015 | Darko Peljhan        | Tina Lazar            | Mitsubishi Lancer EVO10    |